# Saison 2001-2002 de la LHSPQ
Saison précédente Saison suivante
La saison LHSPQ 2001-2002 est la sixième saison de la Ligue de hockey semi-professionnelle du Québec, ligue de hockey sur glace du Québec. Chacune des quinze équipes joue quarante-quatre parties. 

## Saison régulière

### Classement des équipes
Les Chiefs de Laval remportent la saison régulière,.
| Équipe                    | PJ | V  | D  | DP | DF | BP  | BC  | Pts |
| ------------------------- | -- | -- | -- | -- | -- | --- | --- | --- |
| Dragons de Verdun         | 44 | 31 | 10 | 1  | 2  | 215 | 160 | 65  |
| Chiefs de Laval           | 44 | 26 | 15 | 2  | 1  | 210 | 186 | 55  |
| Royaux de Sorel           | 44 | 23 | 15 | 5  | 1  | 204 | 179 | 52  |
| Mission de Joliette       | 44 | 22 | 19 | 2  | 1  | 179 | 186 | 47  |
| Cousin de Saint-Hyacinthe | 44 | 19 | 19 | 5  | 1  | 174 | 173 | 44  |
| Rapides de LaSalle        | 44 | 19 | 20 | 1  | 4  | 188 | 218 | 43  |
| Blitz de Granby           | 44 | 18 | 24 | 0  | 2  | 182 | 222 | 38  |

| Équipe                       | PJ | V  | D  | DP | DF | BP  | BC  | Pts |
| ---------------------------- | -- | -- | -- | -- | -- | --- | --- | --- |
| Garaga de Saint-Georges      | 44 | 37 | 7  | 0  | 0  | 249 | 119 | 74  |
| Prolab de Thetford Mines     | 44 | 29 | 14 | 1  | 0  | 198 | 151 | 59  |
| As de Québec                 | 44 | 23 | 16 | 3  | 2  | 201 | 173 | 51  |
| Caron & Guay de Pont-Rouge   | 44 | 23 | 19 | 0  | 2  | 184 | 153 | 48  |
| Lacroix de Windsor           | 44 | 17 | 25 | 1  | 1  | 155 | 186 | 36  |
| Promutuel de Rivière-du-Loup | 44 | 15 | 24 | 2  | 3  | 132 | 236 | 35  |
| Dubé d’Asbestos              | 44 | 14 | 26 | 3  | 1  | 170 | 228 | 32  |
| Condors de Jonquière         | 44 | 14 | 26 | 1  | 3  | 151 | 222 | 32  |